# 3459 Bodil
3459 Bodil è un asteroide della fascia principale. Scoperto nel 1986, presenta un'orbita caratterizzata da un semiasse maggiore pari a 2,2452854 UA e da un'eccentricità di 0,1696712, inclinata di 5,22122° rispetto all'eclittica.